# یواس‌اس مونتوک (۱۸۶۲)
یواس‌اس مونتوک (۱۸۶۲) (به انگلیسی: USS Montauk (1862)) یک کشتی بود که طول آن ۲۰۰ فوت (۶۱ متر) بود. این کشتی در سال ۱۸۶۲ ساخته شد.